# GINS1
GINS1‏ (GINS complex subunit 1) هوَ بروتين يُشَفر بواسطة جين GINS1 في الإنسان.